# آوانتی!
آوانتی! (انگلیسی: Avanti!) فیلمی در ژانر کمدی رمانتیک به کارگردانی بیلی وایلدر است که در سال ۱۹۷۲ منتشر شد.
جک لمون برای بازی در این فیلم جایزه گلدن گلوب بهترین بازیگر نقش اول مرد در فیلم موزیکال یا کمدی را دریافت کرد. این فیلم در پنج رشته دیگر از جمله بهترین فیلم موزیکال یا کمدی، بهترین کارگردانی، بهترین بازیگر زن و بهترین فیلمنامه نامزد شد.

## داستان
وندل آرمبروستر جونیور فرزند وندل آرمبروستر سرمایه‌دار آمریکایی در پی مرگ پدرش در یک تصادف رانندگی در ایتالیا، راهی ایتالیا می‌شود تا جسد را برای مراسم تدفین به آمریکا برگرداند. به زودی وندل متوجه می شود که پدرش در هنگام تصادف نبوده است بلکه معشوقه انگلیسیش (کیت) که او را همراهی میکرده است نیز در تصادف کشته شده است. وندل با دختر کیت، پاملا آشنا می‌شود که او نیز برای دریافت جسد مادرش به ایتالیا آمده است. پاملا دختر شاد و سرزنده‌ای است که از وضعیت ظاهری خود (کوتاه بودن قد و اضافه وزن) ناراضی است و برخلاف وندل از رابطه مادرش و پدر وندل باخبر بوده است و عشق میان آن‌ها را تحسین می‌کند. جنازه‌ها از سردخانه دزدیده می‌شود و وندال به پاملا شک دارد با این حال مشخص می‌شود که جنازه‌ها به عنوان گروگان توسط خانواده‌ای که تاکستان آن‌ها به علت تصادف آسیب دیده است دزدیده شده. وندل با پرداخت خسارت تاکستان جنازه‌ها را پس می‌گیرد ولی متوجه می‌شود که یک مستخدم هتل به نام برونو عکس‌های نامناسبی از پدر وندل و کیت در اختیار دارد و در ازای آن‌ها می‌خواهد که وندل به او کمک کند تا به آمریکا برگردد...

## درباره فیلم
در اوایل نوشتن فیلمنامه حضور جک لمون به عنوان بازیگر نقش اصلی مرد قطعی شد. همین مساله باعث شد بخش عمده‌ای از فیلمنامه با توجه به حضور جک لمون نوشته شود.
بیلی وایلدر به بازی جولیت میلز علاقه فراوانی داشت. زیرا او را یک بازیگر خوب با جذابیت زیاد می دانست. وایلدر شخصاً با جولیت میلز تماس گرفت و نقش پاملا پیگوت را به او پیشنهاد داد. 
میلز در خاطراتش گفته: «من عاشق بیلی وایلدر بودم كه فقط با من تماس بگیرد و از من بخواهد در فیلم او باشم.»
بیلی وایلدر جولیت میلز را ملزم به افزایش ۲۵ پوند کرد و میلز نیز به راحتی موافقت کرد. میلز همچنین با بازی کردن در یک صحنه به صورت برهنه موافقت کرد.
موسیقی این فیلم توسط کارلو روستیچلی، آهنگساز پیشکسوت فیلم در ایتالیا، ساخته شده است.

## فیلمبرداری
داستان آوانتی در جزیره ایسچیا اتفاق می‌افتد و برخی از صحنه‌های خارجی این فیلم در همین جزیره فیلمبرداری شده‌است. فضاخای داخلی فیلم نیز توسط طراح ایتالیایی، فردیناندو اسکارفیوتی، طراحی شده است.

## بازیگران
| بازیگر         | نقش                   |
| -------------- | --------------------- |
| جک لمون        | وندل آرمبروستر جونیور |
| جولیت میل      | پاملا پیگت            |
| کلایو رویل     | کارلو کارلوچی         |
| جانفرانکو بارا | برونو                 |
| ادوارد اندروز  | جی جی بلوجت           |